# Монови
Монови (англ. Monowi) — деревня в округе Бойд, штат Небраска, США. Населённый пункт примечателен прежде всего тем, что по состоянию на 2017 год в нём жила только одна жительница: 83-летняя Элси Эйлер. Монови считается одним из самых малонаселённых населённых пунктов США.
Согласно традиции, «Монови» означает «цветок» на неопознанном языке индейцев. Деревню назвали «Монови» так как на её месте было много полевых цветов.

## История

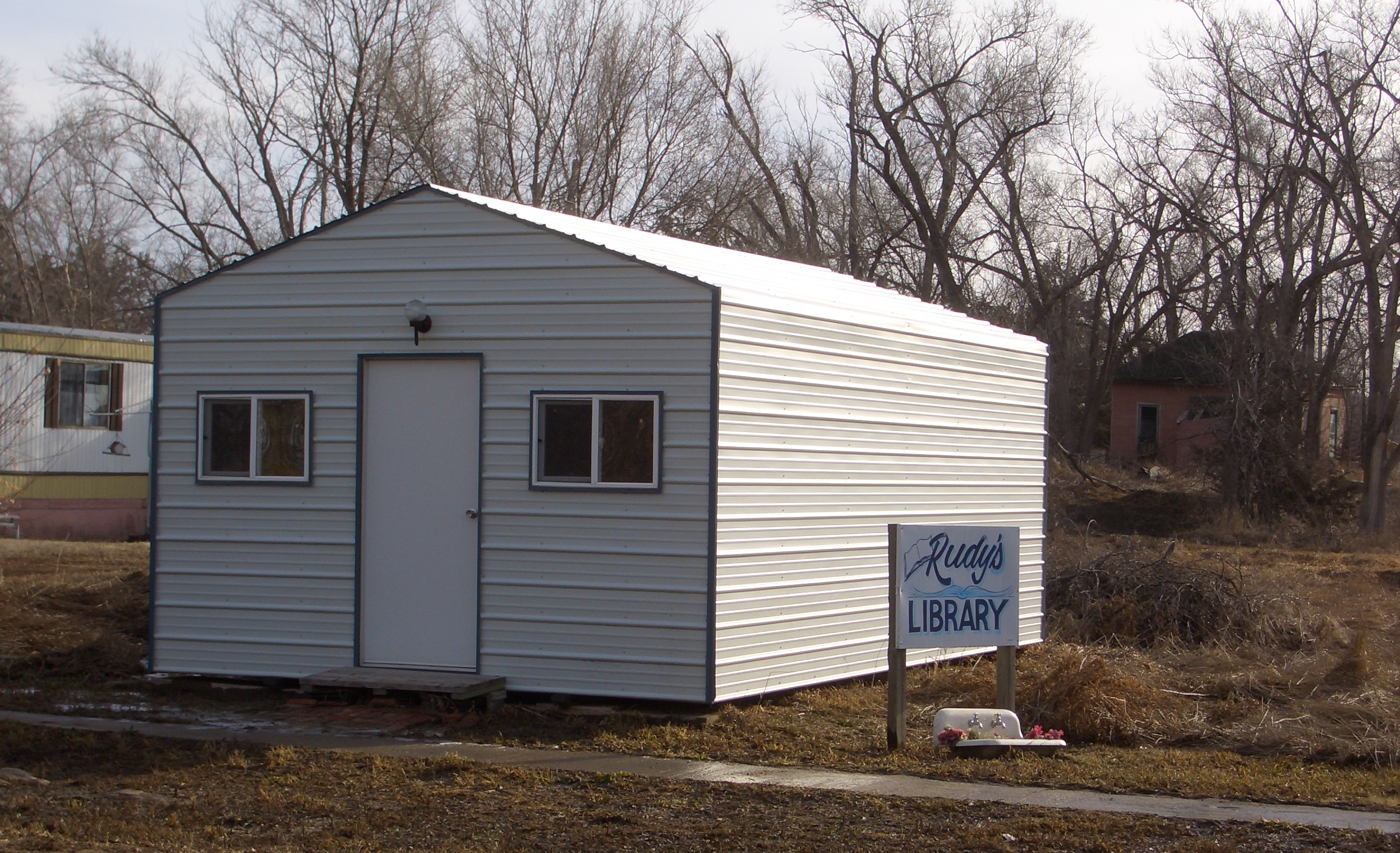
Местная библиотека. Ранее принадлежала Руди Эйлеру (покойному мужу единственной жительницы)

Монови была построена в 1903 году. Почтовое отделение было открыто в 1902 году и действовало до 1967 года.
Пик популяции в Монови пришёлся на 1930 год, когда согласно местной переписи населения в ней жили 150 человек. Однако с течением лет местные жители стали переезжать в города, до тех пор, пока в деревне не осталась пожилая пара Эйлеров. В 2004 году глава семьи умер, и здесь осталась жить только Элси.
Жительница деревни Элси Эйлер автоматически считается мэром Монови и выдала себе лицензию на продажу спиртных напитков. От неё требуется ежегодно составлять план муниципальных дорог, чтобы обеспечить государственное финансирование четырех уличных фонарей в деревне. Также она является шерифом, владеет местной библиотекой и баром. 
В 2018 году деревня была показана в рекламе Arby's и Prudential Financial. Деревня также использовалась в качестве отправной точки для самого большого рекламного плаката в мире, который был закончен 13 июня 2018 года.
В 2024 году в Монови состоялись выборы мэра. В выборах приняли участие два кандидата: Хантер Уильямс и Дрейтон. В ходе политической агитации на улицах города и дебатах Хантер Уильямс одержал победу на выборах, получив голос всего населения города (1 человека). Однако после вступления в должность Уильямс вернул титул мэра предыдущему мэру Элси Эйер, сославшись на неспособность исполнять обязанности.

## География
По данным Бюро переписи населения США, деревня имеет общую площадь 0,54 км². Деревня расположена в дальневосточной части округа Бойд, в северо-восточном регионе штата Небраска. Она расположена между реками Найобрэра и Миссури. Ближайшее к Монови поселение — Линч, расположенное примерно в 11,14 км.